# West Yellowstone
West Yellowstone – miasto w Stanach Zjednoczonych, w stanie Montana, w hrabstwie Gallatin. Miejscowość leży na trasie do słynnego parku narodowego Yellowstone i stanowi punkt, gdzie często zatrzymują się turyści.

## Historia
Miasto zostało założone w 1908 roku, kiedy to zbudowano międzystanową kolej - Oregon Short Line Railroad. West Yellowstone kilkukrotnie zmieniało swoją nazwę, ale ta, która jest używana do dzisiaj została zatwierdzona w 1920 roku.